# Inter-Provincial Trophy 2024
Die Inter-Provincial Trophy 2024 (aus Sponsoringgründen auch Rario T20 Inter-Provincial Trophy) war die zwölfte Saison des nationalen Twenty20 Cricket-Wettbewerbes in Irland, der vom 1. Mai bis zum 10. September 2024 ausgetragen wurde. Der Leinster Lightning gewann das Wettbewerb.

## Format
Jede Mannschaft spielte gegen jede andere jeweils drei Mal. Für einen Sieg gab es 4 Punkte, für ein No Result oder Unentschieden 2 Punkte. Des Weiteren gab es einen Bonuspunkt, wenn die Run Rate 1,25-mal größer ist als die des Gegners ist.

## Resultate
Tabelle
| Teams               | Sp. | S | N | U | R | NR | BP | Ded | Punkte | NRR    |
| ------------------- | --- | - | - | - | - | -- | -- | --- | ------ | ------ |
| Leinster Lightning  | 9   | 7 | 1 | 0 | 0 | 1  | 4  | 0   | 34     | +2.025 |
| Northern Knights    | 9   | 5 | 3 | 0 | 0 | 1  | 3  | 0   | 25     | +1.410 |
| North West Warriors | 9   | 2 | 6 | 0 | 0 | 1  | 1  | 0   | 11     | −2.057 |
| Munster Reds        | 9   | 2 | 6 | 0 | 0 | 1  | 1  | 0   | 11     | −2.137 |

Spiele
| 1. Mai Scorecard | Dublin | Munster Reds 134-9 (20)                  | – | Leinster Lightning 138-4 (15) |
|                  |        | Leinster Lightning gewinnt mit 6 Wickets |   |                               |

| 1. Mai Scorecard | Dublin | North West Warriors 119 (19.2)         | – | Northern Knights 120-3 (14.1) |
|                  |        | Northern Knights gewinnt mit 7 Wickets |   |                               |

| 2. Mai Scorecard | Dublin | Northern Knights 224-5 (20)          | – | Munster Reds 125 (18.5) |
|                  |        | Northern Knights gewinnt mit 99 Runs |   |                         |

| 2. Mai Scorecard | Dublin | North West Warriors 148-6 (20)           | – | Leinster Lightning 149-2 (12.5) |
|                  |        | Leinster Lightning gewinnt mit 8 Wickets |   |                                 |

| 3. Mai Scorecard | Dublin | Munster Reds 57-3 (5/5)          | – | North West Warriors 37-7 (5/5) |
|                  |        | Munster Reds gewinnt mit 20 Runs |   |                                |

| 3. Mai Scorecard | Dublin | Northern Knights 191-9 (20)              | – | Leinster Lightning 192-5 (17.1) |
|                  |        | Leinster Lightning gewinnt mit 5 Wickets |   |                                 |

| 8. Mai Scorecard | Belfast | Northern Knights 149-5 (20)               | – | North West Warriors 152-5 (19.5) |
|                  |         | North West Warriors gewinnt mit 5 Wickets |   |                                  |

| 15. Mai Scorecard | Wicklow | Munster Reds 159-8 (20)                  | – | Leinster Lightning 164-4 (18.3) |
|                   |         | Leinster Lightning gewinnt mit 6 Wickets |   |                                 |

| 21. Mai Scorecard | Magheramason | Leinster Lightning | – | North West Warriors |
|                   |              | Spiel abgesagt     |   |                     |

| 28. Mai Scorecard | Belfast | Northern Knights 128-7 (17.5) | – | Munster Reds |
|                   |         | No Result                     |   |              |

| 4. Juni Scorecard | Wicklow | North West Warriors 136-5 (17.2)                     | – | Munster Reds 39-4 (5) |
|                   |         | North West Warriors gewinnt mit 13 Runs (D/L method) |   |                       |

| 4. Juni Scorecard | Belfast | Leinster Lightning 142-9 (20)        | – | Northern Knights 141-8 (20) |
|                   |         | Leinster Lightning gewinnt mit 1 Run |   |                             |

| 7. August Scorecard | Cork | Leinster Lightning 196-8 (20)          | – | Munster Reds 121 (20) |
|                     |      | Leinster Lightning gewinnt mit 75 Runs |   |                       |

| 14. August Scorecard | Eglinton | North West Warriors 204-6 (20)         | – | Northern Knights 208-5 (19) |
|                      |          | Northern Knights gewinnt mit 5 Wickets |   |                             |

| 21. August Scorecard | Cork | Munster Reds 152 (20)                  | – | Northern Knights 158-2 (14.4) |
|                      |      | Northern Knights gewinnt mit 8 Wickets |   |                               |

| 28. August Scorecard | Dublin | North West Warriors 83 (18.4)            | – | Leinster Lightning 86-1 (8) |
|                      |        | Leinster Lightning gewinnt mit 9 Wickets |   |                             |

| 4. September Scorecard | Magheramason | North West Warriors 131-6 (20)     | – | Munster Reds 137-4 (18.5) |
|                        |              | Munster Reds gewinnt mit 6 Wickets |   |                           |

| 10. September Scorecard | Wicklow | Northern Knights 187-4 (20)          | – | Leinster Lightning 156 (18.5) |
|                         |         | Northern Knights gewinnt mit 31 Runs |   |                               |